# Sébastien Charles Giraud
Pour les articles homonymes, voir Giraud.
Ne doit pas être confondu avec Charles Giraud.
 (juillet 2013).
Si vous disposez d'ouvrages ou d'articles de référence ou si vous connaissez des sites web de qualité traitant du thème abordé ici, merci de compléter l'article en donnant les références utiles à sa vérifiabilité et en les liant à la section « Notes et références ».
Sébastien Charles Giraud, né le 17 janvier 1819 à Paris et mort le 30 septembre 1892 à Sannois, est un peintre et dessinateur français.
Il est le frère de Pierre François Eugène Giraud, peintre qui a été son maître.

## Biographie
Sébastien Charles Giraud suivit à partir de 1835 les cours de l'École supérieure des beaux-arts et se livra à la peinture de genre. De 1843 à 1846, il voyagea en Amérique.
Sébastien Charles Giraud part dans l'expédition militaire que le roi Louis Philippe envoie à Tahiti en 1846, afin de soutenir la reine Pōmare IV. Il participe aux opérations militaires mais il prend surtout le temps et le soin de faire de nombreux croquis de l’île : la végétation, les gens, leurs habitations. Quand il rentre en France, on le surnomma « Giraud le Tahitien ». En 1859, il peint l'hôtel particulier de Mathilde Bonaparte, à l'emplacement actuel des n°s 22-28, rue de Courcelles.

## Œuvres
Une liste de ses tableaux est fournie par Adolphe Bitard.